# 加里·格雷
加里·迈克尔·格雷（英語：Gary Michael Gray，1945年2月23日—），美国NBA联盟前职业篮球运动员。他在1967年的NBA选秀中第3轮第26顺位被辛辛纳提皇家选中。